# Ingreso por domiciliación
En la banca, un depósito directo, crédito directo o ingreso por domiciliación (en España) es un depósito de dinero por un pagador directamente en la cuenta bancaria de un beneficiario. Los depósitos directos se realizan con mayor frecuencia por las empresas en el pago de sueldos y salarios y para el pago de las cuentas de los proveedores, pero la facilidad es que se pueden utilizar para cualquiera sea el pago, como el pago de facturas, impuestos y otros cargos gubernamentales. Los depósitos directos se realizan con mayor frecuencia por medio de una transferencia electrónica de fondos efectuada de manera en línea, móvil, y sistemas bancarios telefónicos, pero también puede ser efectuado por el depósito físico de dinero a la cuenta bancaria del beneficiario. 
Al hacer un depósito directo a través de transferencia electrónica de fondos, el pagador también introduce la información de referencia para que el beneficiario pueda reconocer fácilmente que hizo el depósito y de qué cuenta de crédito se hizo. La referencia puede ser un número de cuenta, un número de factura, nombre del pagador, o alguna otra identificación significativa. Para asegurar que el beneficiario es consciente del depósito, el pagador deberá mandar al beneficiario un aviso de pago.
La facilidad del depósito directo es a menudo más conocido por sistemas de pago específicos del país usados para efectuar estos pagos, por ejemplo:
- Giro en gran parte de Europa.
- ACH en los Estados Unidos.
- Entrada directa en Australia.

## Alternativas al depósito directo
En situaciones en las que un destinatario de fondos no tiene una cuenta bancaria, mientras que un contribuyente está obligado a pagar por transferencia electrónica de fondos, deben hacerse arreglos alternativos de pago. Por ejemplo, una ley federal de Estados Unidos de 1996 requería que el gobierno federal haga pagos electrónicos, y así el depósito directo estuvo disponible en 1999. Como parte de su aplicación, el Departamento del Tesoro de Estados Unidos emparejado con Comerica Bank y MasterCard en 2008 para ofrecer la tarjeta de prepago MasterCard Direct Express. La tarjeta se podía utilizar para hacer los pagos a los beneficiarios de prestaciones federales que no tenían una cuenta bancaria.